# Felix de Weldon
Felix de Weldon (Viena, 12 de abril de 1907 - Woodstock (Virginia), 3 de junio de 2003) fue un escultor austriaco - estadounidense. Su obra más conocida es el Memorial de Guerra del Cuerpo de Marines de Estados Unidos.

## Biografía
Felix Weihs de Weldon nació el 12 de abril de 1907 en Viena, entonces capital del Imperio austrohúngaro. Recibió su formación inicial en la Escuela de Gramática San Egichins. En 1925, Obtuvo el grado de A.B. en el Colegio Marchetti, una escuela preparatoria. De la Academia de Artes Creativas y Escuela de Arquitectura de la Universidad de Viena, obtuvo los títulos de M.A. y M.S. en 1927 y el PhD en 1929.
De Weldon recibió su primera notificación como escultor a la edad de 17 años, con su estatua del educador y diplomático austriaco del Profesor Ludo Hartman. En la década de 1920, estuvo en contacto con las comunidades artísticas de Francia, Italia y España. De Weldon eventualmente se trasladó a Londres, donde ganó algunos encargos, entre otros el retrato escultórico del rey Jorge V.
Un viaje a Canadá para esculpir al primer ministro Mackenzie King llevó a de Weldon a América del Norte, y decidió radicarse en los Estados Unidos. De Weldon se alistó en la Marina de los Estados Unidos durante la Segunda Guerra Mundial y se licenció del ejército con el rango de la Painter Second Class (PTR 2). Se convirtió en ciudadano de los Estados Unidos en 1945.
En 1950, el presidente Truman nombró a de Weldon para la Comisión de Bellas Artes de los Estados Unidos. En 1956, volvió a ser nombrado por el presidente Eisenhower, y de nuevo en 1961 por el presidente Kennedy. En 1959 recibió el título honorario de Sir por sus servicios a la Corona británica. (Como no era miembro de la realeza no tenía derecho a ser nombrado como "Sir Felix de Weldon.")
En 1951, De Weldon adquirió la finca histórica Beacon Rock en Newport, Rhode Island, donde vivió hasta 1996, cuando perdió la propiedad y la mayor parte de sus bienes a causa de dificultades financieras.
Falleció el 3 de junio de 2003, a los 96 años, en Woodstock localidad del Estado de Virginia.

## Obra

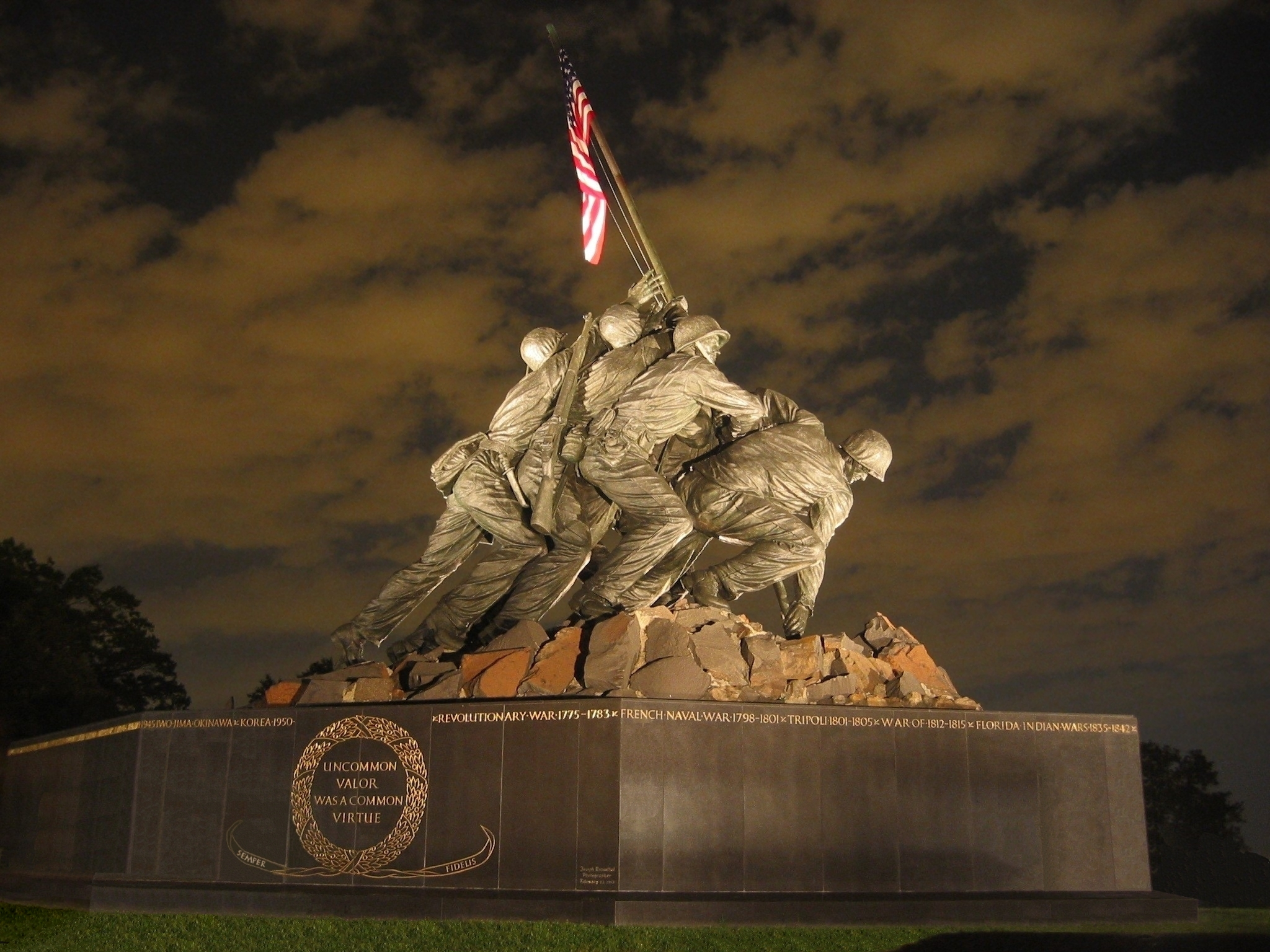
El monumento a los marines que reproduce el alzado de la bandera en la batalla de Iwo Jima.

Alrededor de 1200 esculturas, retratos y monumentos se distribuyen en los seis continentes de planeta -(un monumento de Weldon dedicado a Richard Byrd se alza en la Base McMurdo de la Antártida).
Al término de la guerra, el Congreso de los Estados Unidos encargó a de Weldon para la construcción de la estatua del Memorial Iwo Jima dentro de un estilo realista tradicional, basada en la famosa fotografía de Joe Rosenthal, de la agencia Associated Press, agencia, tomada el 23 de febrero de 1945. De Weldon hizo los retratos al natural de tres de los seis hombres alzando la bandera. Los otros tres, que había muerto durante la guerra más tarde, fueron retratados a partir de fotografías. De Weldon dedicó nueve años para hacer el memorial, y contó con la asistencia de cientos de otros escultores. El resultado es la estatua de bronce de 100 toneladas que se exhibe en Arlington, Virginia.
De Weldon también contribuyó en la creación del Tugu Negara - Monumento Nacional de Malasia-. Cuando el primer ministro del Gobierno malayo, Tunku Abdul Rahman, vio el Memorial de Guerra del Cuerpo de Marines de los Estados Unidos, durante su visita a los Estados Unidos en octubre de 1960, personalmente le pidió a De Weldon diseñar el monumento para su país. Al escultor le fue conferido más tarde el título de Sri Tan, el equivalente malayo de un alto título de caballero.
El Dr. de Weldon murió el 2 de junio de 2003, a los 96 años en Woodstock, Virginia. A De Weldon le sobreviven su esposa, Joyce Swetland de Weldon, de Warwick, Rhode Island y dos hijos Byron y Daniel DeWeldon . Daniel está colaboró con Allen Nalasco en una película biográfica de la vida de su padre titulada "DeWeldon - The Man Behind The Monuments". Daniel hace el papel de Félix durante el apogeo de su carrera.

### Obras seleccionadas
- 1923 - Marine Monument ("Iron Mike"), Cementerio y Memorial Americano de Aisne-Marne, Belleau Wood, Francia
- 1935 - Rey Jorge V, National Portrait Gallery, Londres, RU
- 1936 - Rey Eduardo VIII, busto de la coronación , Londres, RU
- 1936 - Rey Jorge VI, busto de la coronación , Londres, RU
- 1938 - Primer Ministro Mackenzie King, Parliament Hill, Ottawa, Canadá
- 1938 - Agnes Campbell Macphail, Parliament Hill, Ottawa, Canadá
- 1938 - Senador Cairine Wilson, Parliament Hill, Ottawa, Canadá
- 1945 - George Washington, Embajada de los Estados Unidos, Canberra, Australia
- 1948 - Monumento a Simón Bolívar, Bolívar (Virginia Occidental)
- 1948 - Presidente Harry S. Truman, busto Biblioteca Truman, Independence (Misuri)
- 1949 - George Bannerman Dealey , estatua, Plaza Dealey, Dallas (Texas)
- 1949 - Almirante de la Armada Chester W. Nimitz, Academia Naval de los Estados Unidos, Annapolis, MD. En la imagen aparecen De Weldon (izquierda) presentando su busto del Almirante de la Flota de EE.UU. Chester W. Nimitz en la Escuela de Guerra Naval, el 5 de junio de 1964. Mientras el presidente de la Escuela de Guerra Naval el vicealmirante Bernard L. Austin (centro y el Teniente General del Cuerpo de Marines de EE.UU. retirado Keller E. Rockey observan la obra.
- 1949 - Senador Leslie Biffle, Oficina Postal Central, Piggott (Arkansas)
- 1949 - John Steelman, Universidad de Arkansas, Fayetteville (Arkansas)
- 1954 - Izado de la bandera en el Monte Suribachi, Memorial de Guerra del Cuerpo de Marines de Estados Unidos, basada en la fotografía Alzando la bandera en Iwo Jima, Rosslyn (Virginia - modelo original de 1946).
- 1954 - John Marshall, busto, College of William and Mary, Williamsburg (Virginia)
- 1954 - Sir William Blackstone, busto, College of William and Mary, Williamsburg (Virginia)
- 1954 - George Wythe, busto, College of William and Mary, Williamsburg (Virginia)
- 1957-59 - Monumento al Mayor General de las Guerras de Independencia Cubana Calixto García Íñiguez. (Inauguración El 4 de agosto de 1959)La Hanaba, Cuba.
- 1959 - Estatua ecuestre de Simón Bolívar, Washington D. C.
- 1959 - American Red Cross Memorial, Sede Central de la American Red Cross , Washington D. C.
- 1961 - Monumento Simón Bolívar, Bedford Square, Baltimore, Maryland
- 1961 - Rear Admiral Richard Evelyn Byrd, Cementerio Nacional de Arlington, Condado de Arlington, Virginia
- 1961 - Rear Admiral Richard Evelyn Byrd, Base McMurdo, Antártida
- 1961 - St. Stephen the Martyr, Church of St. Stephen Martyr, Washington D. C.
- 1961 - Tugu Negara - Monumento Nacional de Malasia.
- 1963 - Presidente John F. Kennedy, Biblioteca John F. Kennedy, Boston, MA
- 1963 - Monumento a Harry S. Truman, Atenas, Grecia. La estatua sufrió un atentado con bomba en 1986.[5]
- 1964 - Sam Rayburn , Presidente de la Cámara de Representantes de los Estados Unidos, Rayburn House Office Building, Washington D. C.
- 1964 - Patrick Cudahy Memorial, Cudahy, WI
- 1965 - Minute Man Statue - National Guard Monument, Washington D. C.
- 1965 - Monumento Richard Kirkland , Fredericksburg and Spotsylvania National Military Park, Fredericksburg, VA
- 1966 - Walter Reed, escultura, Walter Reed Army Medical Center, Washington D. C.
- 1966 - Abraham Lincoln statue, Chapultepec Park, Ciudad de México
- 1966 - National Monument for Malaysia, Kuala Lumpur, Malaysia
- 1968 - Sam Rayburn, Presidente de la Cámara de Representantes de los Estados Unidos, Biblioteca y Museo Presidencial de Lyndon B. Johnson, Austin, TX
- 1968 - Sergeant York, Capitolio de Tennessee, Nashville, Tennessee
- 1971 - Senador Bob Bartlett, Statuary Hall, U.S. Capitol, Washington D. C.
- 1972 - Senador Dennis Chávez, Statuary Hall, U.S. Capitol, Washington D. C.
- 1973 - General George Rogers Clark, Louisville, Kentucky
- 1973 - Seabees Memorial, Cementerio Nacional de Arlington, Washington D. C.
- 1973 - Benjamin Franklin, Louisville Public Library , Louisville Kentucky
- 1974 - Centennial Statue ("Astronaut Statue"), Eastern Kentucky University , Richmond, Kentucky
- 1974 - Florence Martus , estatua (llamada "Waving Girl"), Morrell Park, Savannah, Georgia (Estados Unidos)
- 1976 - Torch of Freedom, Sede Central de la Asociación de Veteranos de Guerra, Washington D. C.
- 1976 - Arzobispo John Carroll, Prince George's County Court House, Upper Marlboro (Maryland)
- 1977 - Ty Cobb, Turner Field, Atlanta, GA
- 1980 - Mother Joseph, Statuary Hall, U.S. Capitol, Washington D. C.
- 1981 - Mother Joseph, estatua , City Hall, Vancouver (Washington)
- 1982 - General Lemuel C. Shepherd, Jr., USMC, Virginia Military Institute, Lexington, VA
- 1985 - William G. Leftwich, Jr., Lieutenant Colonel, USMC, Quantico, VA
- 1990 - President James Monroe statue, Fredericksburg, VA
- 1990 - Anchors Aweigh, escultura, Intrepid Sea-Air-Space Museum, Nueva York, NY
- 1995 - Elvis Presley , estatua , Graceland, Memphis, TN

## Galería

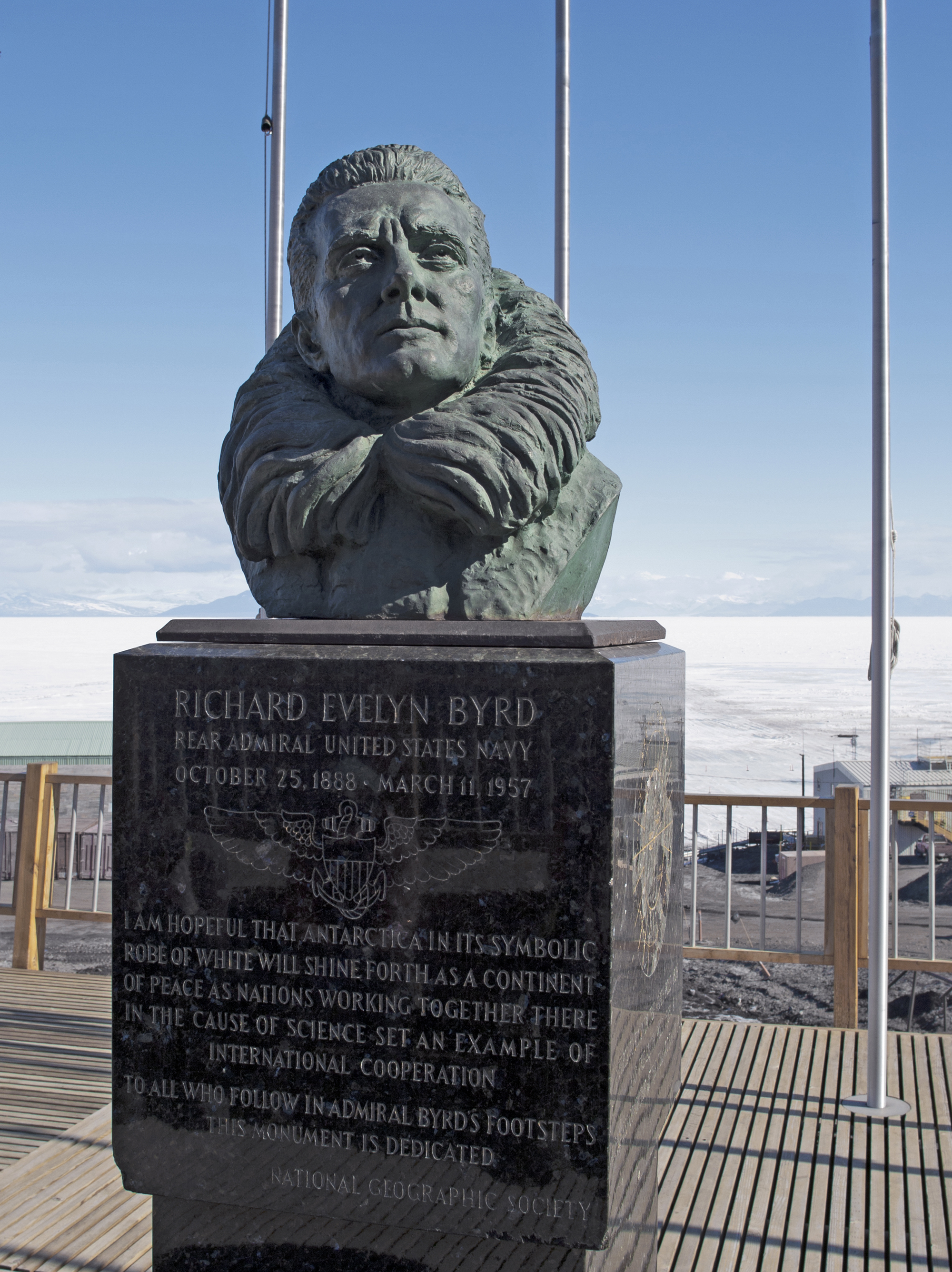
Monumento dedicado a Richard Byrd, en la Base McMurdo de la Antártida).
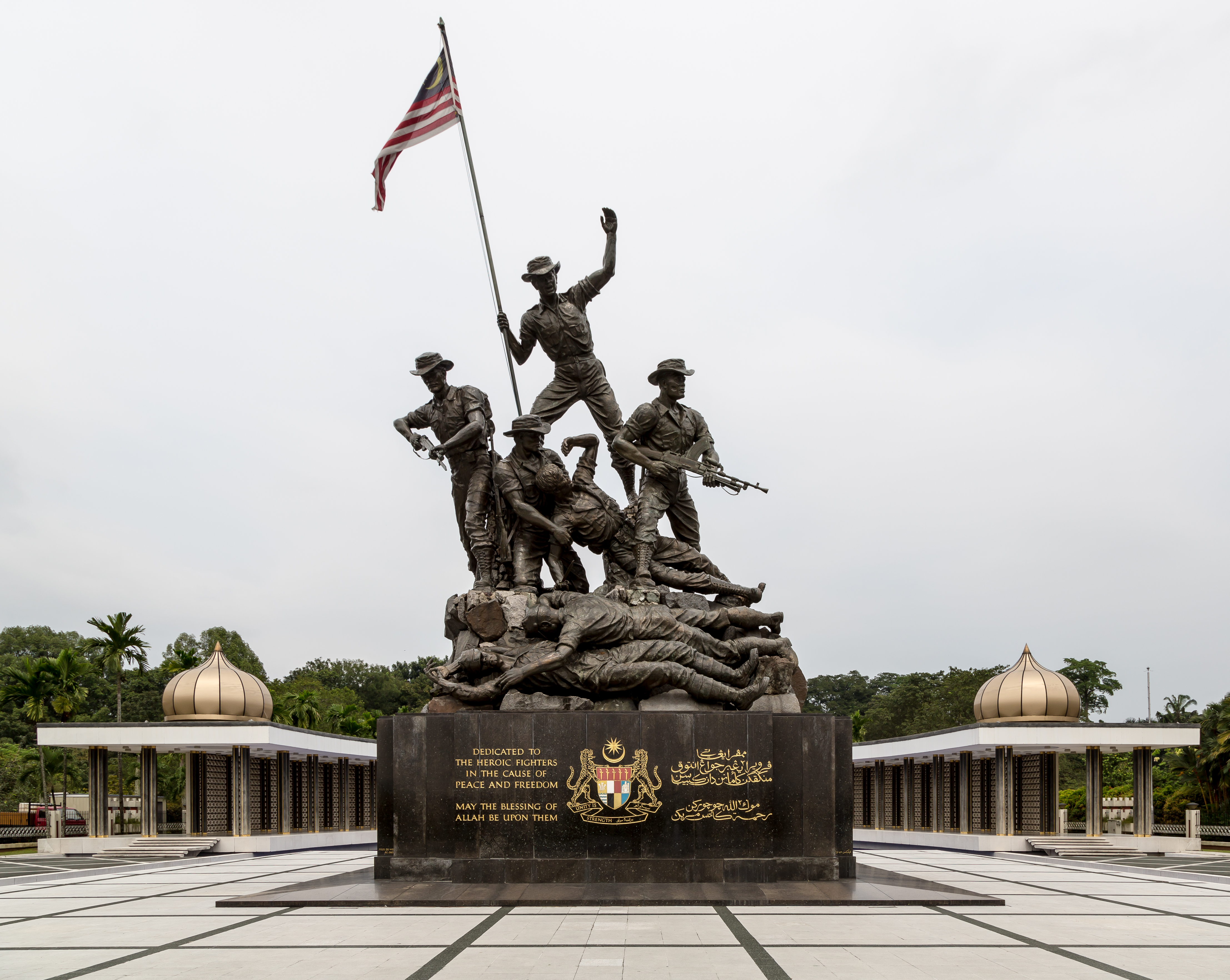
Tugu Negara, Monumento Nacional de Malasia. Diseñado en la década de 1960.
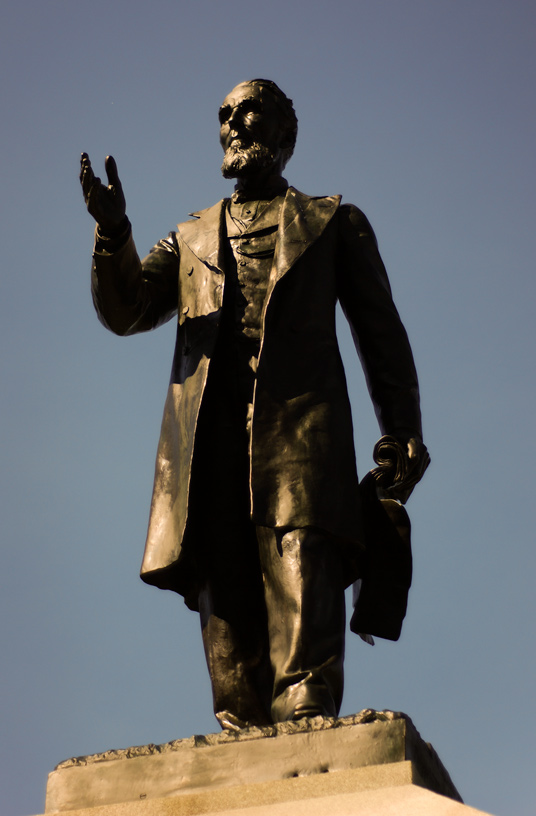
Alexander Mackenzie (político), en Ottawa, Canadá.
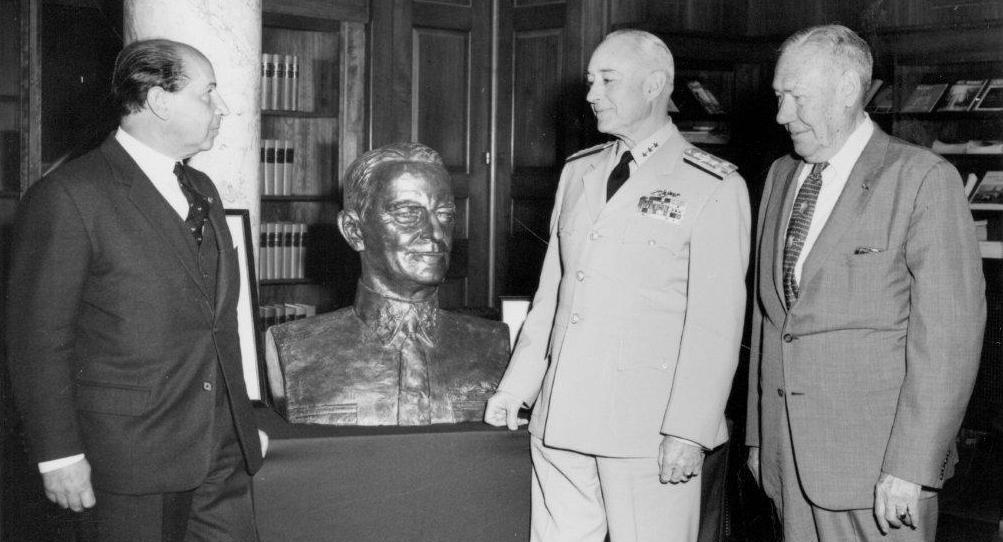
De Weldon presentando su busto a Chester Nimitz.
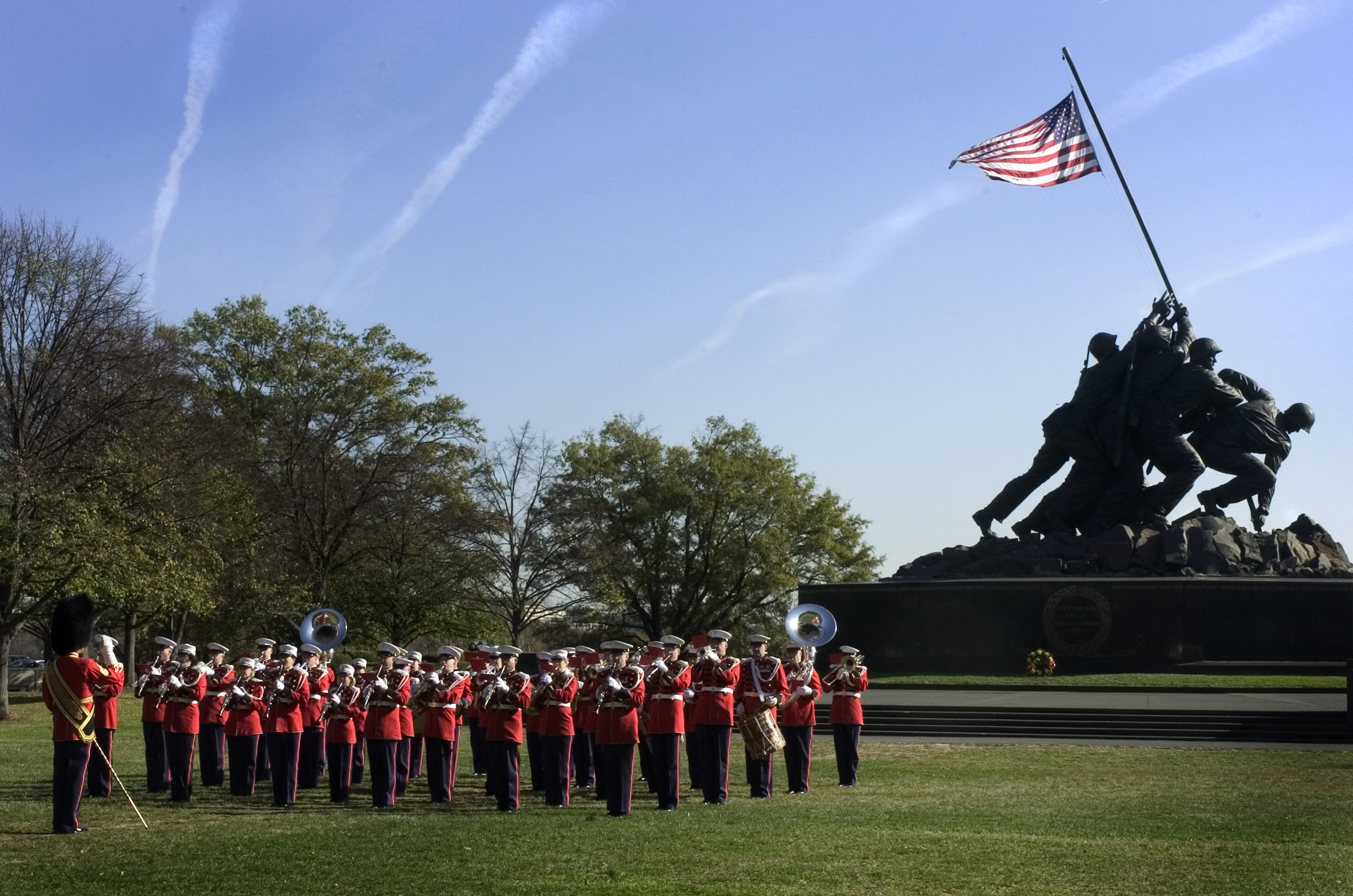
La banda del cuerpo de marines tocando ante el monumento.
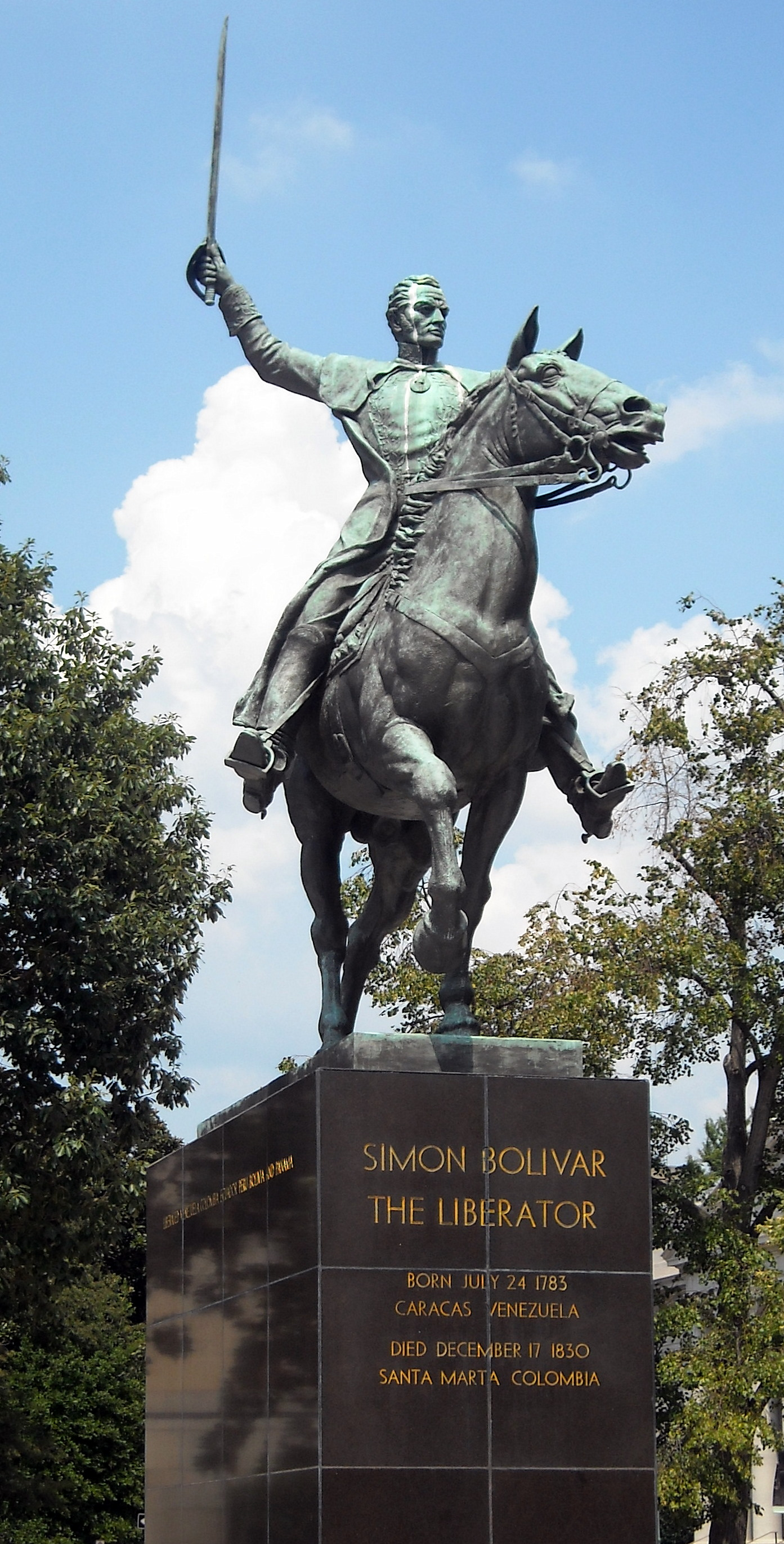
Simón Bolívar, en Washington D. C..
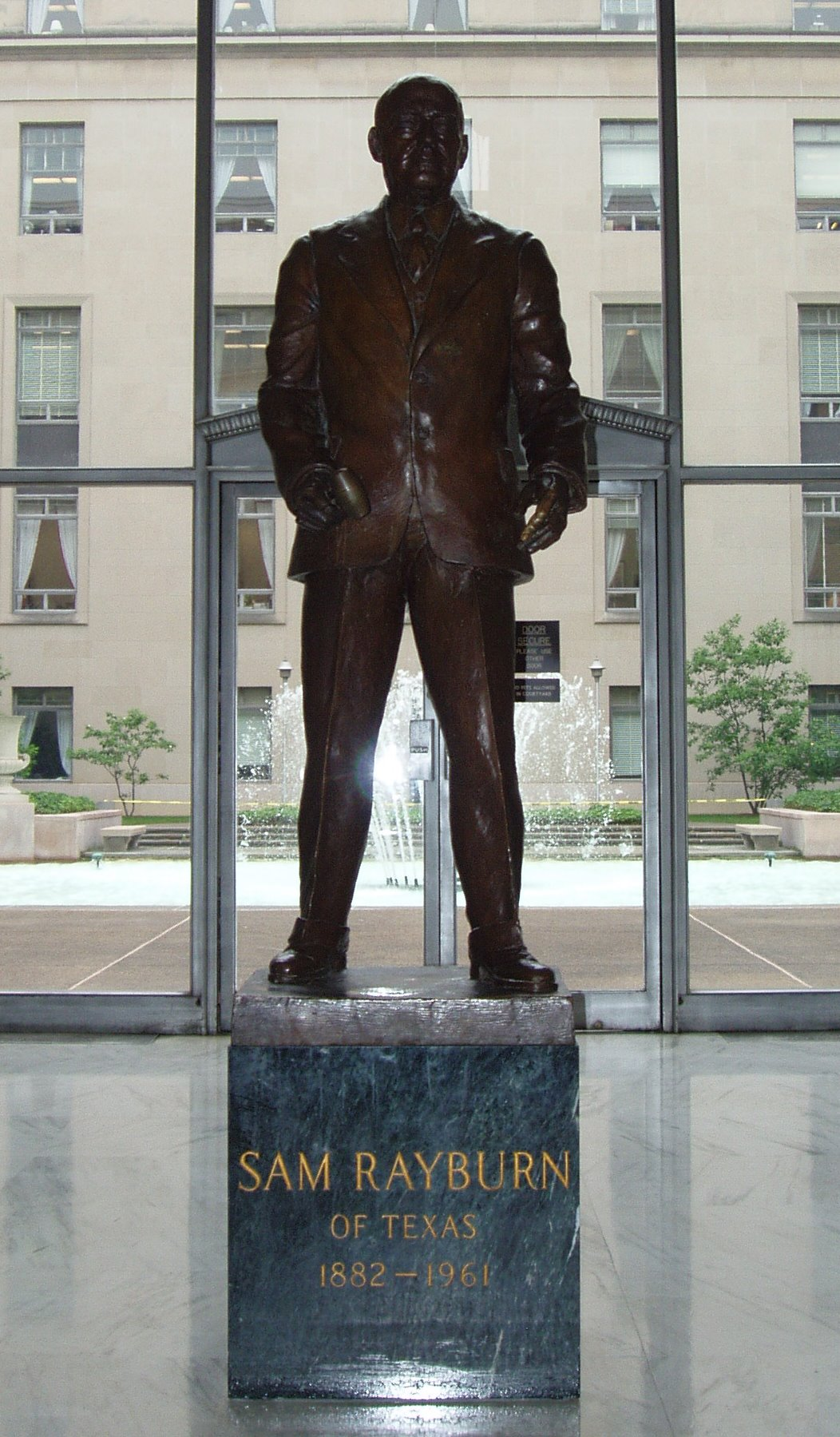
El legislador Sam Rayburn.
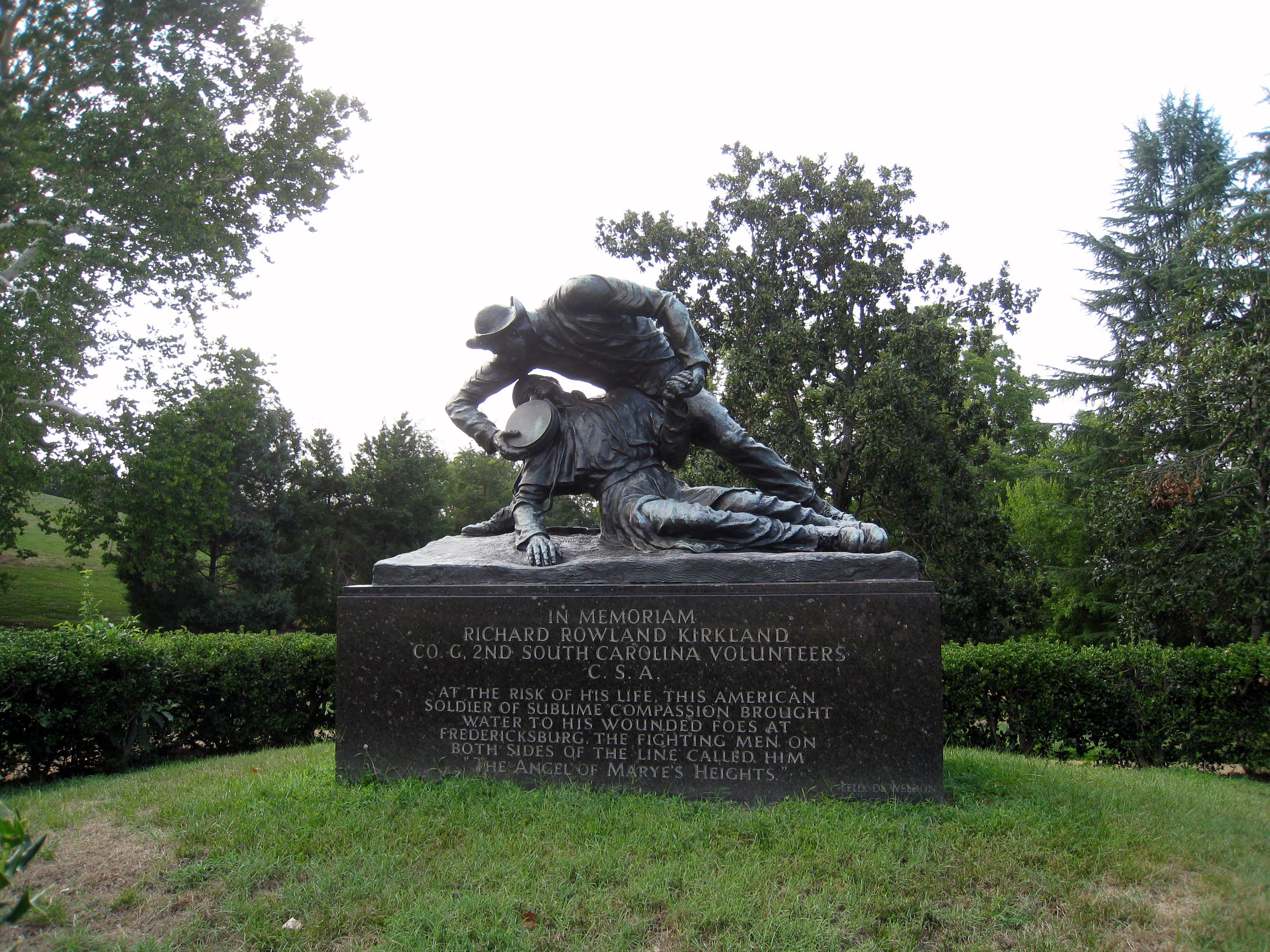
Monumento al soldado Richard Rowland Kirkland en Fredericksburg (Virginia).
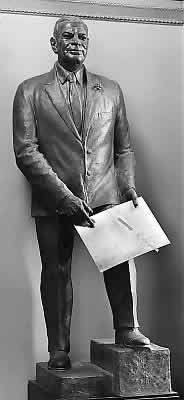
El político Bob Bartlett, Salón Nacional de las Estatuas.
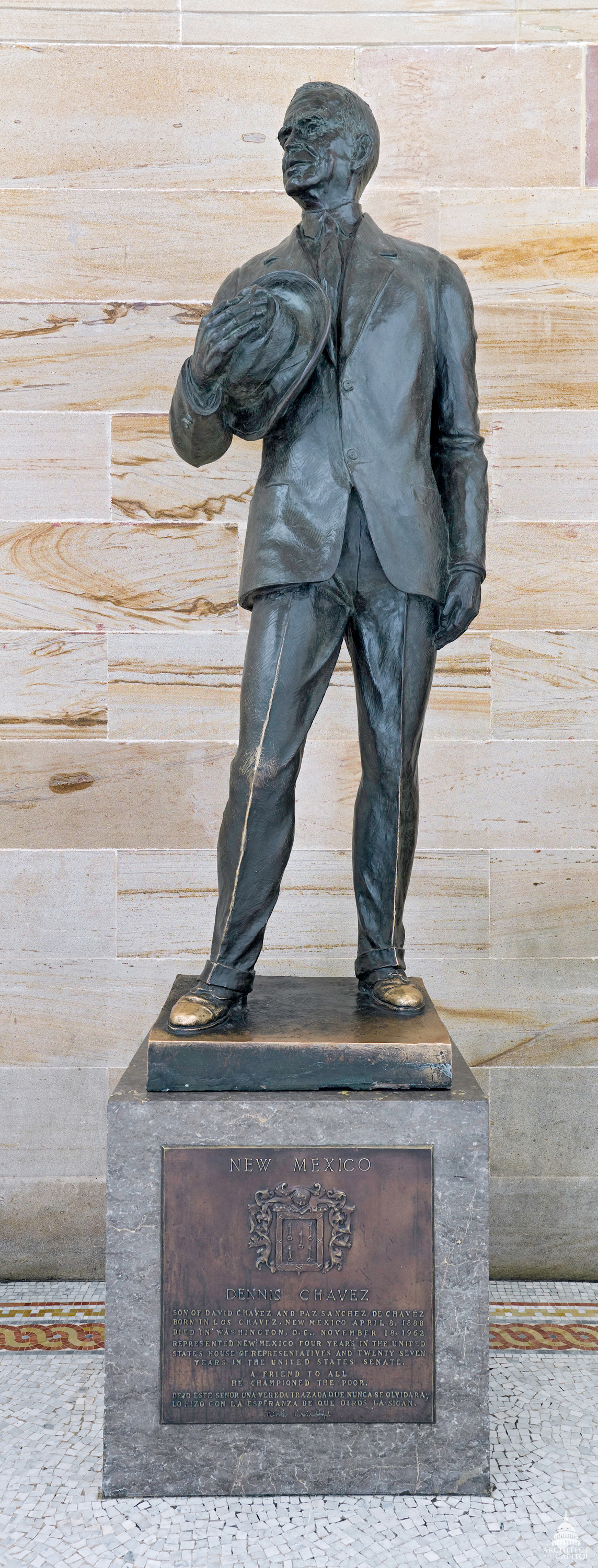
El político Dennis Chávez.
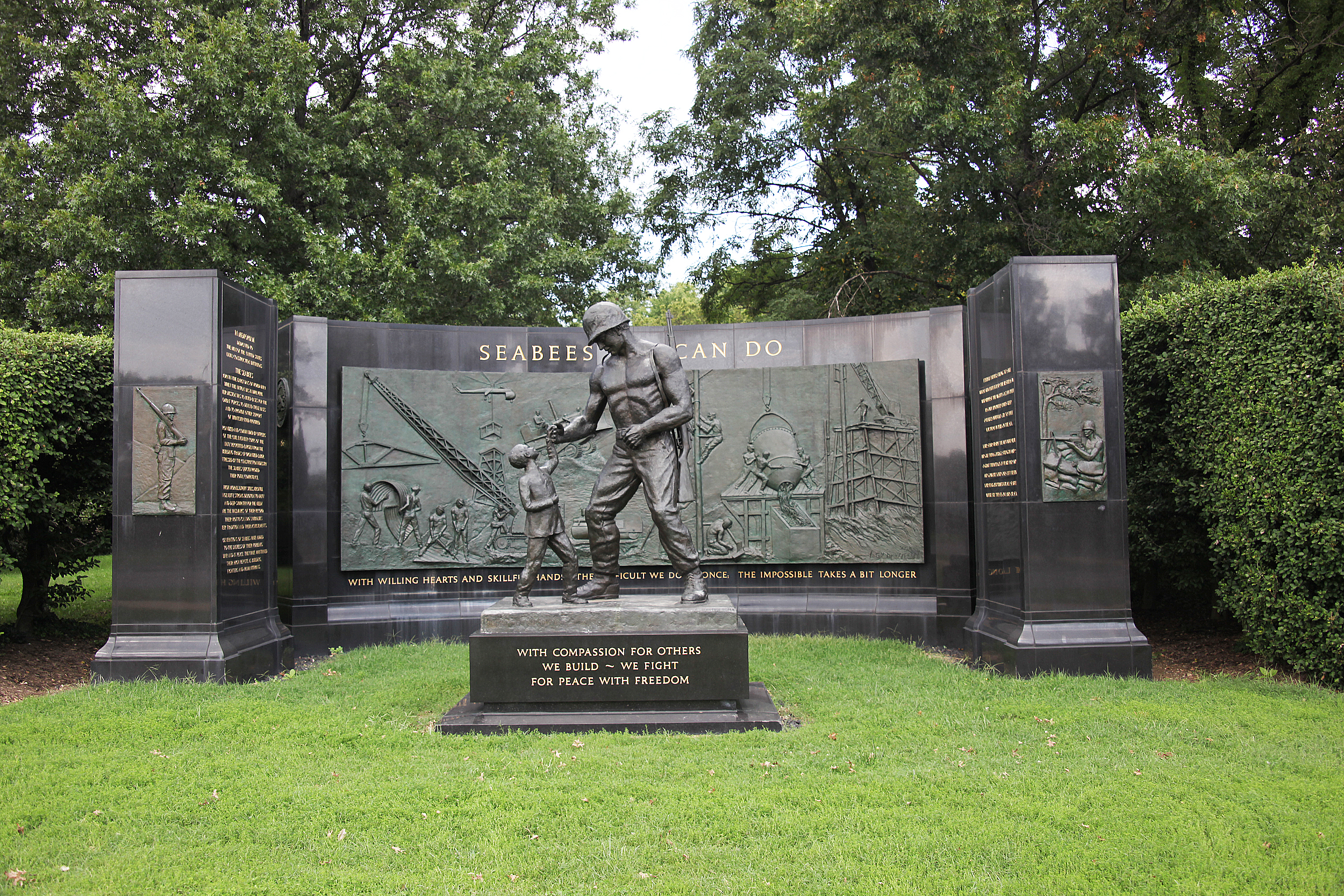
Monumento nacional al cuerpo de ingenieros Seabee, Condado de Arlington.
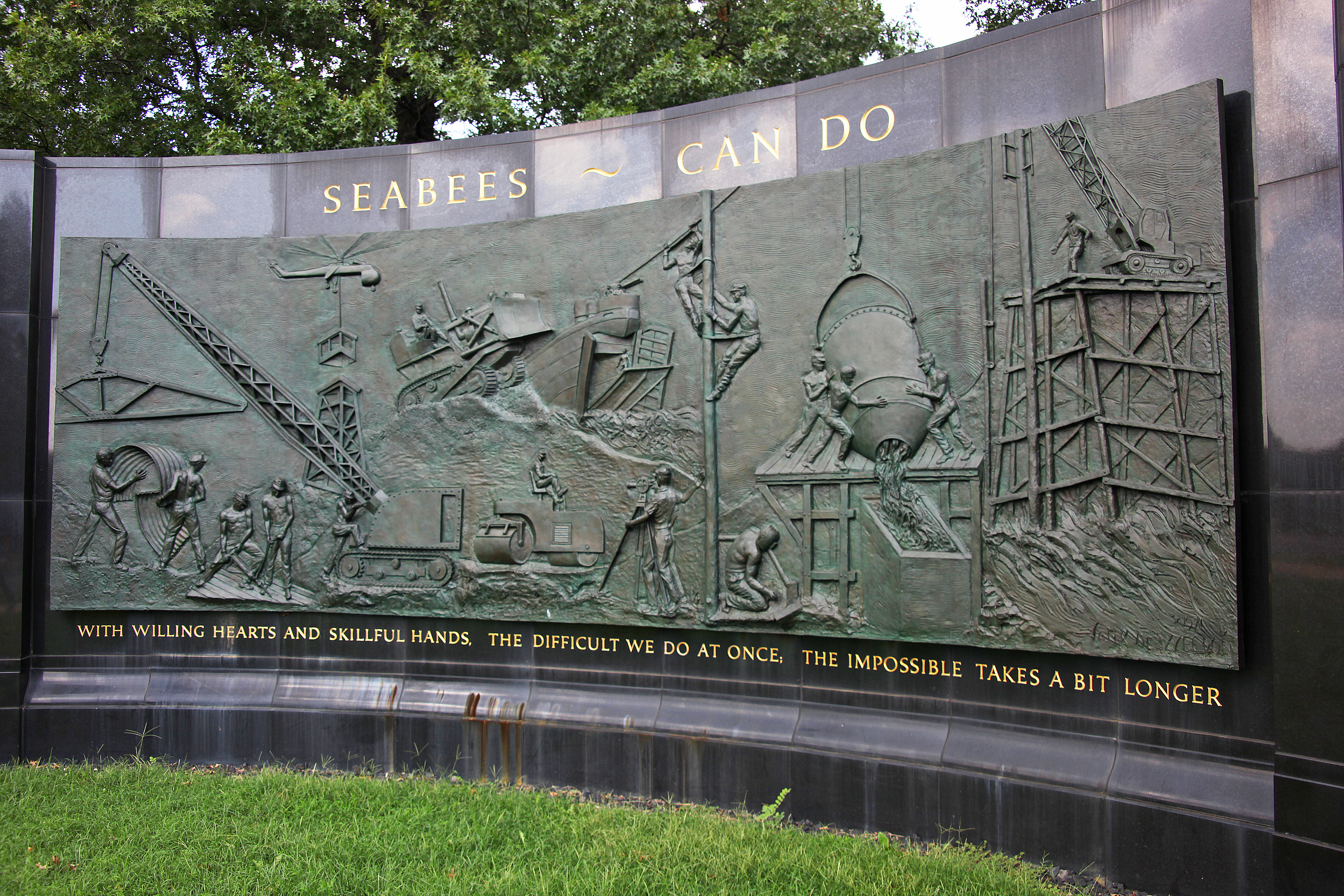
Panel con relieves del monumento Seabee.
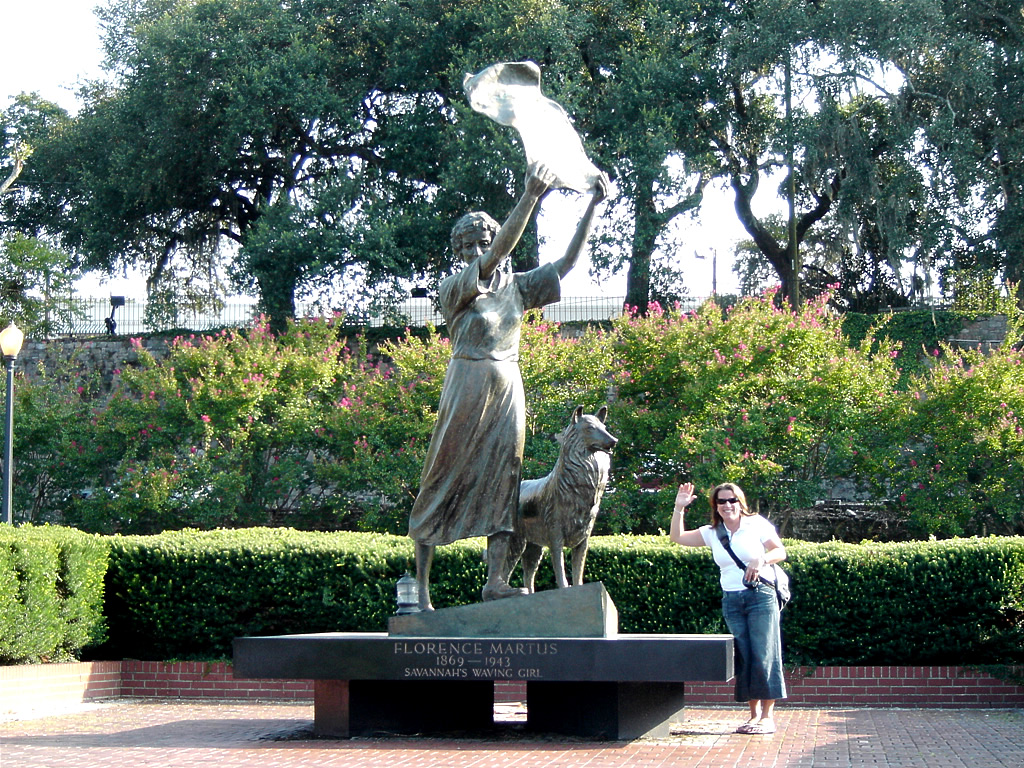
Monumento a Florence Martus.
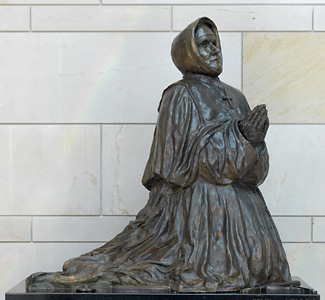
Madre Joseph Pariseau, Capitolio de los Estados Unidos.